# Hilimbowo Botomuzoi
Hilimbowo Botomuzoi is een bestuurslaag in het regentschap Nias van de provincie Noord-Sumatra, Indonesië. Hilimbowo Botomuzoi telt 298 inwoners (volkstelling 2010).